# Sophie Berthelot
Pour les articles homonymes, voir Berthelot.
Sophie Berthelot, née Sophie Caroline Niaudet le 16 février 1837 à Paris et morte le 18 mars 1907 à Paris, est la première femme inhumée au Panthéon, avec son mari et collègue Marcellin Berthelot.

## Biographie
Sophie Niaudet, nièce de Louis Breguet, reçoit une éducation extrêmement stricte par sa mère, dans la tradition calviniste propre aux Breguet. Elle-même transmettra ces règles particulièrement strictes à ses enfants et ses petits-enfants.
Elle épouse en 1861 le chimiste et homme politique Marcellin Berthelot. De cette union naissent  six enfants, dont l'homme politique et historien André Berthelot (1862-1938), le savant Daniel Berthelot (1865-1927), le diplomate Philippe Berthelot (1866-1934) et le philosophe René Berthelot (1872-1960).
Sophie Berthelot meurt le 18 mars 1907, quelques heures avant son mari. Selon ses enfants, Marcellin Berthelot avait parlé peu avant de son impossibilité à survivre à sa femme et serait mort de chagrin,.

Portraits de Sophie Berthelot
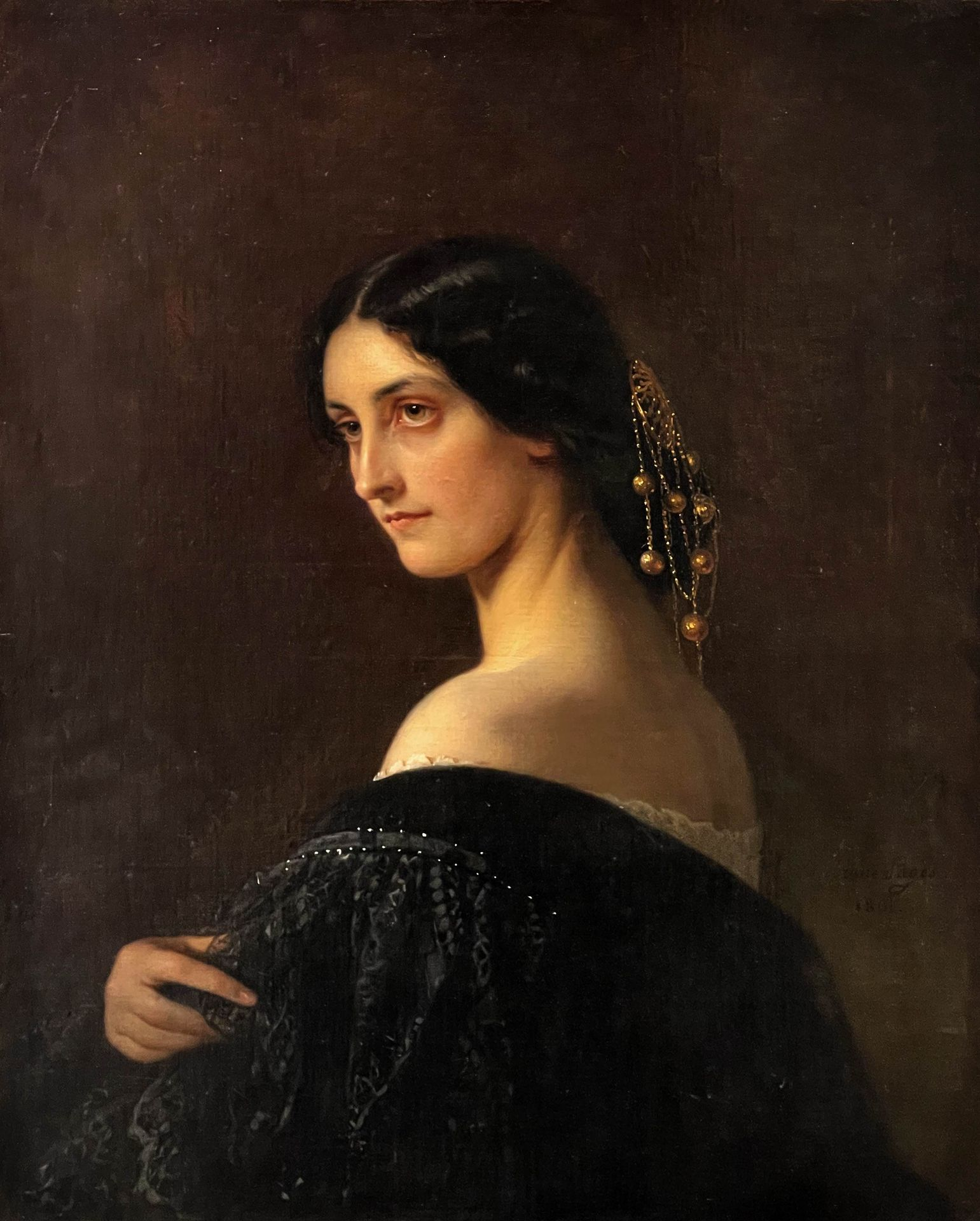
Portrait de Sophie Berthelot peint par Aimée Brune-Pagès, 1861.
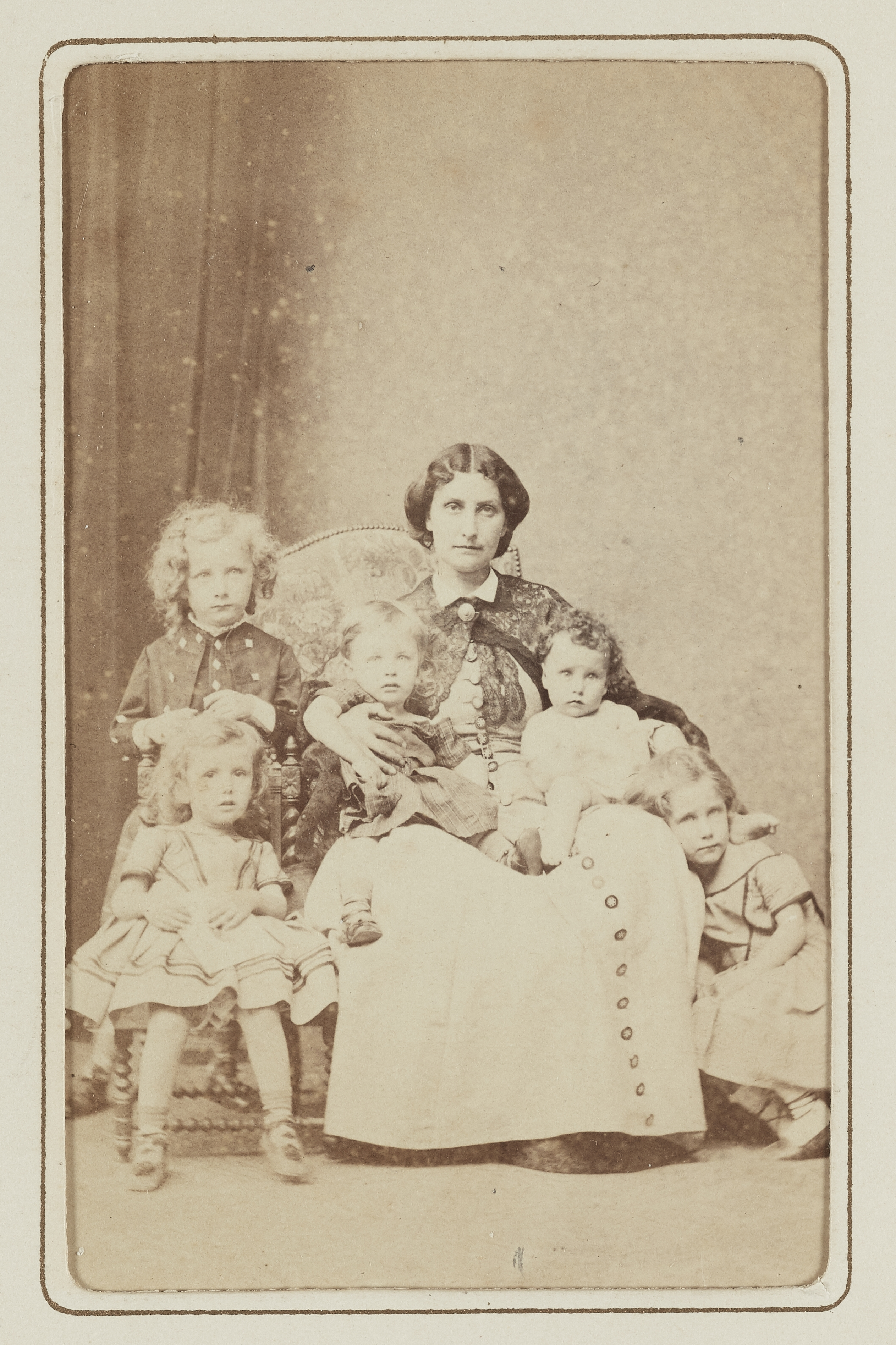
Sophie Berthelot avec ses enfants André, Hélène, Camille, Daniel et Philippe.

## Inhumation
Après la mort des époux, la famille décide de les enterrer dans le caveau familial. Mais, les parlementaires votent finalement des funérailles nationales pour Marcellin Berthelot le 20 mars[Quand ?] et adoptent le 24 mars une loi disposant que « les restes de Marcellin Berthelot et ceux de madame Marcellin Berthelot seront déposés au Panthéon ». Ils répondent ainsi au vœu de la famille qui demande que M. et Mme Berthelot ne soient pas séparés au Panthéon ou soient enterrés ensemble dans le caveau familial.
L'État français décide donc d'inhumer au Panthéon non seulement le chimiste Marcellin Berthelot mais aussi sa femme car les deux époux, qui s'étaient tendrement aimés, avaient demandé à ne pas être séparés dans la mort plus qu'ils ne l'avaient été dans la vie.
Sophie Berthelot devient ainsi la première femme à être inhumée au Panthéon.

Son éloge est prononcé par Aristide Briand, ministre de l'Instruction publique. Dans son discours, il rend hommage à Sophie Berthelot : 

« Mme Berthelot avait toutes les qualités rares qui permettent à une femme belle, gracieuse, douce, aimable et cultivée d'être associée aux préoccupations, aux rêves et aux travaux d'un homme de génie. Elle vécut avec Berthelot dans une communauté de sentiments et de pensées qui les groupa en un couple parfait où n'auraient tressailli qu'un même cœur et brillé qu'un seul esprit [...]. »

À l'occasion de l'inhumation de Germaine Tillion, la députée socialiste Danielle Bousquet revient sur les circonstances de l'inhumation de Sophie Berthelot, la première femme à avoir été enterrée au Panthéon en raison de circonstances exceptionnelles : elle est morte quelques heures avant son mari et la famille n'acceptait l'inhumation au Panthéon que s'ils n'étaient pas séparés. Cette situation s'est représentée en 2018 avec l'entrée au Panthéon de Simone Veil et de son époux Antoine Veil.

## Postérité
Un lycée de Calais porte le nom de Sophie Berthelot.